# Da Funk
"Da Funk" là một bài hát không lời của bộ đôi nhạc điện tử người Pháp Daft Punk, ban đầu được Soma Quality Recordings phát hành dưới dạng đĩa đơn vào năm 1995 và sau đó được đưa vào album đầu tay Homework của họ. "Da Funk" và video đi kèm của nó do Spike Jonze đạo diễn được coi là kinh điển của dòng nhạc house những năm 90. Nó tiếp tục bán được 30.000 bản vào năm 1997. Một đoạn trích đảo ngược của "Da Funk" cũng được phát hành trên Homework với tên "Funk Ad", đây là ca khúc cuối cùng trong album.

## Phát hành
"Da Funk" ban đầu được phát hành dưới dạng đĩa đơn vào năm 1995 bởi nhãn hiệu Soma Quality Recordings, với mặt B "Rollin' & Scratchin'". Lần phát hành này được giới hạn ở 2.000 bản và "hầu như bị bỏ qua" vào thời điểm đó. Bài hát đã trở nên phổ biến hơn khi The Chemical Brothers sử dụng nó trong các buổi biểu diễn trực tiếp của họ.
Daft Punk cuối cùng đã ký hợp đồng với Virgin Records vào cuối năm 1996 sau một cuộc chiến đấu thầu giữa một số hãng. "Da Funk" được Virgin tái phát hành với mặt B "Musique", một ca khúc sau này xuất hiện trong tuyển tập Musique Vol. 1 1993–2005. Album đầu tay Homework của bộ đôi có "Da Funk" cũng như một đoạn trích đảo ngược có tựa đề "Funk Ad". Daft Punk bày tỏ rằng họ muốn làm cho album cân bằng bằng cách phân phối các bản nhạc đồng đều trên mỗi mặt trong bốn mặt đĩa than.

## Video âm nhạc
Video âm nhạc của bài hát được đạo diễn bởi Spike Jonze và có tựa đề Big City Nights. Phim tập trung vào Charles (Tony Maxwell), một chú chó được nhân hóa với một chân phải đeo nạng. Charles, người mới chỉ sống ở Thành phố New York được một tháng, được cho thấy đang đi dạo xung quanh với hộp chơi nhạc và phát "Da Funk" với âm lượng lớn. Bước đi tập tễnh của anh ấy bị một cặp trẻ em chế giễu. Anh ta bị từ chối khi anh ta cố gắng tham gia một cuộc khảo sát công khai. Hộp chơi nhạc của anh ta làm phiền một người bán sách trên vỉa hè, người đó bán cho Charles một cuốn sách bìa mềm có tựa đề Big City Nights. Charles gặp một người phụ nữ tên là Beatrice (Catherine Kellner), người từng là hàng xóm thời thơ ấu của anh. Họ đồng ý ăn tối cùng nhau tại nhà cô ấy, di chuyển bằng xe buýt thành phố. Beatrice lên xe buýt, nhưng Charles giật mình trước tấm biển ghi "KHÔNG SỬ DỤNG ĐÀI RADIO". Vì anh ta không thể tắt hộp chơi nhạc của mình, anh ta miễn cưỡng ở lại trạm xe buýt, khi xe buýt khởi hành cùng Beatrice.

Mặc dù một số lời giải thích cho video đã được đưa ra, Thomas Bangalter đã tuyên bố:
Không có một câu chuyện nào hết. Chỉ đơn giản là một con chó đi dạo ở New York. Phần còn lại không để nói lên bất cứ điều gì. Mọi người đang cố gắng giải thích nó: Đó là về lòng khoan dung của con người? Hội nhập? Chủ nghĩa đô thị? Thực sự không có lời nhắn nhủ gì. Sẽ có phần tiếp theo vào một ngày nào đó.

Charles đóng vai chính trong video âm nhạc cho "Fresh", một bài hát khác trong album Homework. Lấy bối cảnh vài năm sau "Da Funk", Charles đã trở thành một ngôi sao điện ảnh thành công được nhiều đồng nghiệp kính trọng và hiện đang sống với Beatrice.

## Tầm ảnh hưởng
Tạp chí hộp đêm nổi tiếng của Pháp Coda đã gọi tên "Da Funk" là đĩa đơn số một với 33 phần trăm phiếu bầu. Năm 2003, Tạp chí Q đã xếp nó ở vị trí thứ 670 trong danh sách 1001 bài hát xuất sắc nhất từng có. Vào tháng 9 năm 2010, Pitchfork đã đưa bài hát vào vị trí thứ 18 trong "200 bản nhạc hàng đầu của thập niên 90". Năm 2011, bài hát được xuất hiện trong trò chơi điện tử Top Spin 4 và Just Dance 3 của Ubisoft. Tạp chí Slant đã liệt kê nó ở vị trí thứ 93 trong bảng xếp hạng "100 đĩa đơn hay nhất những năm 1990" cùng năm. Năm 2012, NME đã liệt kê nó vào "100 bài hát hay nhất của những năm 1990", ở vị trí thứ 8.

## Danh sách ca khúc
| CD (Virgin 8939202) | CD (Virgin 8939202) | CD (Virgin 8939202) |
| STT                 | Nhan đề             | Thời lượng          |
| ------------------- | ------------------- | ------------------- |
| 1.                  | "Da Funk" (Mặt A)   | 5:33                |
| 2.                  | "Musique" (Mặt B)   | 6:52                |
| Tổng thời lượng:    | Tổng thời lượng:    | 12:25               |

| CD (Virgin DPRO-12232) | CD (Virgin DPRO-12232)                    | CD (Virgin DPRO-12232) | CD (Virgin DPRO-12232) |
| STT                    | Nhan đề                                   | Phổ nhạc               | Thời lượng             |
| ---------------------- | ----------------------------------------- | ---------------------- | ---------------------- |
| 1.                     | "Da Funk" (bản chỉnh sửa ngắn)            |                        | 2:41                   |
| 2.                     | "Da Funk" (bản chỉnh sửa dài)             |                        | 3:48                   |
| 3.                     | "Da Funk"                                 |                        | 5:32                   |
| 4.                     | "Da Funk" (bản mix "Ten Minutes of Funk") | Armand van Helden      | 10:08                  |
| 5.                     | "Da Funk" (Callout Research Hook)         |                        | 0:10                   |
| Tổng thời lượng:       | Tổng thời lượng:                          | Tổng thời lượng:       | 22:19                  |

| CD maxi single (Virgin 8385872) | CD maxi single (Virgin 8385872)           | CD maxi single (Virgin 8385872) |
| STT                             | Nhan đề                                   | Thời lượng                      |
| ------------------------------- | ----------------------------------------- | ------------------------------- |
| 1.                              | "Da Funk" (Radio Edit)                    | 5:33                            |
| 2.                              | "Musique"                                 | 6:52                            |
| 3.                              | "Da Funk" (bản mix "Ten Minutes of Funk") | 10:08                           |
| Tổng thời lượng:                | Tổng thời lượng:                          | 22:28                           |

| Đĩa than 7-inch (Virgin VSLH 1625) | Đĩa than 7-inch (Virgin VSLH 1625) | Đĩa than 7-inch (Virgin VSLH 1625) |
| STT                                | Nhan đề                            | Thời lượng                         |
| ---------------------------------- | ---------------------------------- | ---------------------------------- |
| 1.                                 | "Da Funk" (bản chỉnh sửa dài)      | 3:48                               |
| 2.                                 | "Da Funk"                          | 5:33                               |
| Tổng thời lượng:                   | Tổng thời lượng:                   | 9:21                               |

| Đĩa than 12-inch (Soma 025) | Đĩa than 12-inch (Soma 025)    | Đĩa than 12-inch (Soma 025) |
| STT                         | Nhan đề                        | Thời lượng                  |
| --------------------------- | ------------------------------ | --------------------------- |
| 1.                          | "Da Funk" (Mặt A)              | 5:28                        |
| 2.                          | "Rollin' & Scratchin'" (Mặt B) | 7:26                        |
| Tổng thời lượng:            | Tổng thời lượng:               | 12:54                       |

## Xếp hạng
| Thứ hạng (1997)                                   | Vị trí cao nhất |
| ------------------------------------------------- | --------------- |
| Úc (ARIA)                                         | 31              |
| Bỉ (Ultratop 50 Flanders)                         | 20              |
| Bỉ (Ultratop 50 Wallonia)                         | 9               |
| Bỉ Dance (Ultratop Flanders)                      | 14              |
| Canada Dance/Urban (RPM)                          | 1               |
| Europe (Eurochart Hot 100)                        | 25              |
| Phần Lan (Suomen virallinen lista)                | 16              |
| Pháp (SNEP)                                       | 7               |
| Iceland (Íslenski Listinn Topp 40)                | 5               |
| Ireland (IRMA)                                    | 20              |
| Italy (Musica e dischi)                           | 8               |
| Hà Lan (Single Top 100)                           | 96              |
| Scotland (OCC)                                    | 5               |
| Thụy Điển (Sverigetopplistan)                     | 33              |
| Anh Quốc (OCC)                                    | 7               |
| Hoa Kỳ Bubbling Under Hot 100 Singles (Billboard) | 8               |
| Hoa Kỳ Dance Club Songs (Billboard)               | 1               |

| Thứ hạng (1997)                    | Vị trí cao nhất |
| ---------------------------------- | --------------- |
| Belgium (Ultratop 50 Wallonia)     | 62              |
| Canada Dance/Urban (RPM)           | 8               |
| France (SNEP)                      | 72              |
| Iceland (Íslenski Listinn Topp 40) | 35              |

## Chứng nhận
| Quốc gia                                                    | Chứng nhận | Số đơn vị/doanh số chứng nhận |
| ----------------------------------------------------------- | ---------- | ----------------------------- |
| Anh Quốc (BPI)                                              | Silver     | 200.000‡                      |
| ‡ Chứng nhận dựa theo doanh số tiêu thụ và phát trực tuyến. |            |                               |

## Lịch sử phát hành
| Khu vực        | Ngày ra mắt         | Phuơng thức phát hành                        | Hãng   |
| -------------- | ------------------- | -------------------------------------------- | ------ |
| Vuơng Quốc Anh | 15 tháng 5 năm 1995 | Đĩa than 12-inch                             | Soma   |
| Châu Âu        | 10 tháng 1 năm 1997 | CD                                           | Virgin |
| Vuơng Quốc Anh | 3 tháng 2 năm 1997  | Đĩa than 12-inch CD Cassette                 | Virgin |
| Hoa Kỳ         | 24 tháng 3 năm 1998 | Rhythmic contemporary contemporary hit radio | Virgin |